# Hereweg 59-61 (Groningen)
Het pand Hereweg 59-61 in de stad Groningen is een dubbel woonhuis in eclectische stijl, dat is aangewezen als gemeentelijk monument.

## Beschrijving

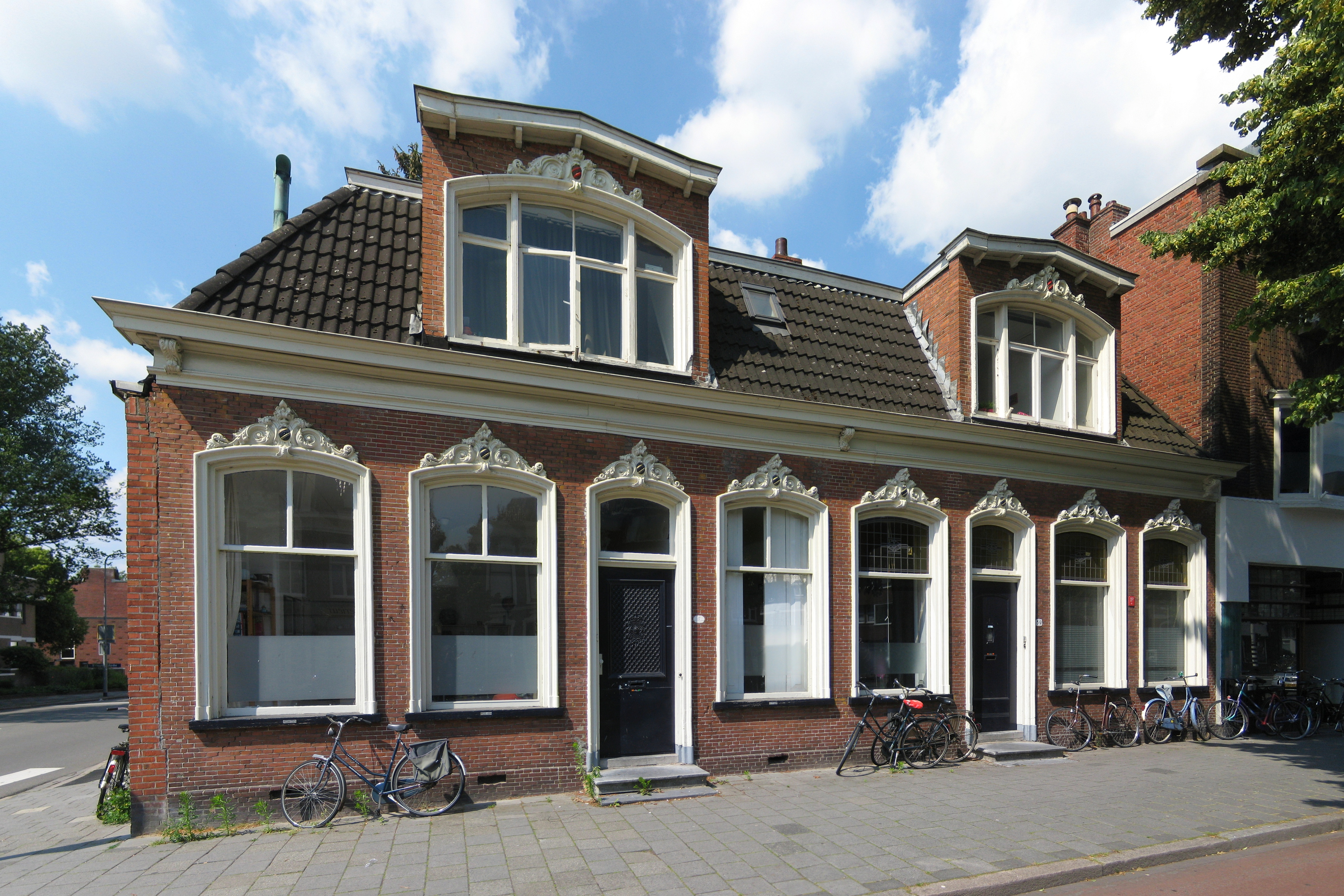
De woonhuizen Hereweg 59 (rechts) en Hereweg 61 in 2011

Het pand, dat op de noordelijke hoek van de Hereweg en de Vechtstraat staat, werd rond 1885 gebouwd. Wie het heeft ontworpen, is onbekend. Het is gebouwd op een vrijwel vierkant grondplan en omvat één bouwlaag onder een afgeknot schilddak, dat is belegd met grijze sneldekkers. De voorgevels van de beide huizen, elk vier traveeën breed, zijn elkaars spiegelbeeld. Ze zijn opgetrokken uit rode baksteen op een trasraam van licht gesinterde donkerbruine baksteen. De deur- en vensteropeningen in de voorgevels zijn versierd met in stuc uitgevoerde lijsten. Aan de bovenzijde zijn deze licht gebogen en voorzien van rijk bewerkte kuiven, waarin kleine ovale reliëfs van omwikkelde balen en tonnetjes zijn aangebracht. Oorspronkelijk waren alle vensters voorzien van een zesruitsroedenverdeling. In de bovenlichten van nummer 59 zijn rond 1974 gekleurde glas-in-loodramen geplaatst, die dateren uit de periode 1920-1929. De bovenlichten van nummer 61, die door een spijl zijn verdeeld, zijn nog wel oorspronkelijk. In tegenstelling tot nummer 59 heeft dit huis ook nog de originele voordeur, waarop een gietijzeren rooster is aangebracht. Voor beide voordeuren bevinden zich twee treden hoge hardstenen stoepjes. De gevels worden aan de bovenzijde afgesloten door een licht geknikte kroonlijst. Daarboven bevindt zich een in profielwerk uitgevoerde gootlijst, die rust op drie voluutvormige klossen.
Beide huizen hebben in het voordakschild gemetselde kajuiten, die zijn aangebracht toen in 1907 de indeling van de bovenverdiepingen werd veranderd. Daarbij werd ook de kap gewijzigd. De kajuiten hebben segmentboogvormig gesloten vierdelige vensters, die aan de bovenzijde zijn gedecoreerd met identieke kuiven als die boven de vensters op de begane grond. Aan de achterzijde van het dak van nummer 59 is eveneens een gemetselde kajuit geplaatst, die echter van latere datum is. Dit huis is in 1902 ook voorzien van een serre. In 1983 zijn beide huizen voor het laatst gerenoveerd.
Waardering
Het dubbele woonhuis is tot gemeentelijk monument verklaard, onder meer omdat het pand is gebouwd in een "karakteristieke architectuur die kenmerkend is voor het laatste kwart van de 19de eeuw", vanwege "de redelijke mate van gaafheid van het exterieur" en "omdat het een van de laatste vertegenwoordigers van dit type eenlaagse woonbebouwing aan de westzijde van de Hereweg" is.